# Don’t Stop ‘til You Get Enough
A Don’t Stop ‘til You Get Enough Michael Jackson amerikai énekes 1979-ben megjelent, Off the Wall című albumának első kislemeze. A dalt Jackson írta, B dúrban, négynegyedes ütemben. Ez volt az első szólódala, amelynél teljes beleszólása volt a munkálatokba, és az első dal, ami igazán megmutatja Jackson tehetségét szólóénekesként és zeneszerzőként is. Hét év óta ez lett az első felvétele, ami az amerikai Billboard Hot 100 slágerlistán, és első listavezető dala a soulslágerlistán. Világszerte több slágerlistán a top 10-be került. Az Egyesült Államokban megjelenése után pár héten belül aranylemez lett, végül platinalemez minősítést kapott. A dalt a zenekritikusok kedvezően fogadták, és Jackson szólóénekesként ezzel nyert először Grammy-díjat és American Music Awardot.
1979 októberében videóklip is megjelent hozzá, melyben Jackson táncol. Jackson azt állítja, a dalszöveg nem a szexről szól, de szólhat bármiről, amit az emberek beleértenek. A dalt több más zenész is feldolgozta.

## Háttere és felvételei
1978-ban Jackson a Madárijesztőt alakította a The Wiz című filmben, ami L. Frank Baum Óz, a csodák csodája című könyvének egy feldolgozása. A film után Jackson, aki akkor még mindig a The Jacksons együttes tagja volt, megkérdezte a film zenei rendezőjét, Quincy Jonest, ismer-e olyan producert, aki segít Jackson szólókarrierjének beindításában. Jones saját maga ajánlkozott, és hamarosan dolgozni kezdtek az Off the Wall albumon. Miután több száz demófelvételt meghallgattak, kiválasztották, melyikeket vegyék fel. Ezek közt szerepelt a Workin’ Day and Night, a Get on the Floor és a Don’t Stop ‘til You Get Enough. A dalt egy Los Angeles-i stúdióban vették fel. Jackson elmondta, hogy mikor először eszébe jutott a Don’t Stop ‘til You Get Enough dallama, egyszerűen nem tudta kiverni a fejéből, lépten-nyomon dúdolgatta családja encinói otthonában. Öccse, Randy eljátszotta a dalt zongorán a családi stúdióban. Mikor édesanyjuk, a mélyen vallásos Katherine Jackson meghallotta a szöveget, nagyon megbotránkozott, és úgy vélte, a címet szexuális tartalmú utalásnak fogják tartani. Jackson megnyugtatta, hogy a dal nem a szexről szól, hanem szólhat bármiről, amiről az emberek akarják. Jones, mikor meghallotta a dalt, egyből beleegyezett, hogy rajta legyen az albumon.
A Don’t Stop ‘til You Get Enough diszkó/pop/funk stílusú. Az Off the Wall albumon található változata kicsivel több mint 6 perc hosszú. Ebben a dalban volt hallható először Jackson falzett hangja és a jellegzetes vokális csuklásai, melyek később is jellemezték. A dal B dúrban íródott, négynegyedes ütemben; gyors tempójú (112 BPM). Jackson hangterjedelme G#3 és F#5 közé esik. A dal elején Jackson beszél, majd énekelni kezd.

## Megjelentetése és fogadtatása
A Don’t Stop ‘til You Get Enough 1979. július 28-án jelent meg, az Epic Recordsnál. (Az Off the Wall volt Jackson első szólóalbuma, amit nem a Motown Records adott ki.) A kritikusok kedvező fogadtatásban részesítették. Stephen Holden, a Rolling Stone magazin munkatársa szerint a dal „egyike annak a kevés napjainkban megjelent diszkódalnak, ami táncdalnak is jó, és ugyanolyan extravagáns hangzású, mint at Earth, Wind and Fire Boogie Wonderlandje. A dal a megjelenése után három hónappal a listák élére került és aranylemez lett. A Billboard Hot 100 és Hot Soul Singles slágerlistáján is az első helyre került, ez lett Jackson első listavezető szólódala a hét évvel korábban megjelent Ben óta. A dal a top 10-be jutott a slágerlistán Ausztráliában, Új-Zélandon, Norvégiában és Dél-Afrikában, és a 3. helyet érte el az Egyesült Királyságban. Svájcban a 4. helye érte el. 1989-ben platinalemez lett az Egyesült Államokban.
2006-ban, amikor a Visionary: The Video Singles sorozat részeként Jackson húsz dalát több európai országban újra megjelentették DualDisc formátumban, a Don’t Stop ‘til You Get Enough is újra megjelent, és a 17. helyet érte el a brit slágerlistán. Mikor Jackson 2009 júniusában meghalt, zenéje iránt megnőtt az érdeklődés, és a dal felkerült a Billboard Hot Digital Songs slágerlistájára, ahol július 11-én elérte a 7. helyet. Ausztráliában 2009-ben aranylemez lett, mert több mint 35 000 példányban került a boltokba.
James Montgomery, az MTV munkatársa szerint a Don’t Stop ‘til You Get Enough és az Off the Wall másik három kislemezre került dala „bemutatta (pontosabban szabadjára engedte) Jackson tehetségét előadóművészként, énekesként, dalszerzőként és mindenekelőtt sztárként.” Jackson halála után az AOL rádióblogja egy listát állított össze Jackson 10, általuk legjobbnak tartott dalából, ahol a Don’t Stop ‘til You Get Enough a 10. helyre került.
William Ruhlmann, a The All-Music Guide to Rockszerzője szerint a Don’t Stop ‘til You Get Enough „ellenállhatatlan táncdal”. John Lewis, a 1001 Albums You Must Hear Before You Die szerzője szerint a dal az Off the Wall fénypontja. Jason Elias, az AllMusic egy szerzője szerint a Don’t Stop ‘til You Get Enough bemutatja „az új Michael Jacksont”, aki „érzéki, felnőtt és agresszív”. Elias megjegyezte, hogy a dal „nem teljesen diszkó, nem hardcore funk, hanem stílusok keveréke, beleértve a mindennél fontosabb popzenét”.
Jackson életrajzírója, J. Randy Taraborrelli azt írta a dalról, hogy Jackson itt mutatta be szexi, játékos falzettjét, amit korábban senki nem hallott tőle. Nelson George szerint Jackson nagysága ezzel a dallal kezdődött, ahol az ütősöket és a háttérvokálokat „művészien koreografálták”, hogy „drámát és eksztázist teremtsenek a táncparketten”.
James Montgomery (MTV) szerint az Off the Wall „tüzes diszkószámok mesteri keveréke”, és külön kiemelte a Don’t Stop ‘til You Get Enough-t és a Workin’ Day and Nightot. A Don’t Stop ‘til You Get Enough hozta meg Jacksonnak első American Music Awardját, legjobb Soul/R&B kislemez kategóriában. Ekkor nyerte első Grammy-díját is szólóénekesként, legjobb R&B énekes előadás férfi előadótól kategóriában.

## Videóklip
A dal videóklipjét Nick Saxton rendezte, és 1979 októberében mutatták be. Ez volt Jackson első videóklipje szólóénekesként. A klipben a mosolygó Jackson absztrakt geometriai mintákból álló háttér előtt lebeg, és táncmozdulatokat mutat be, miközben a dalt énekli. Fekete-fehér öltönyt és fekete csokornyakkendőt visel. A klip egy részében megháromszorozva táncol, ami akkoriban újdonságnak számított.
A klip felkerült Jackson videóklipválogatásaira: a Video Greatest Hits – HIStoryra, a Number Ones-ra és a Michael Jackson’s Visionre.

## Fellépések
Michael Jackson előadta a dalt a The Jacksons Destiny turnéján. Előadta a Triumph turnén és a Victory turnén is, de csak a Shake Your Body (Down to the Ground)dal egyvelegben. A HIStory World Tour egyes koncertjein is előadta az Off the Wall-egyveleg részeként. A tervek szerint előadta volna a This Is It koncertsorozat részeként is, amire azonban halála miatt nem került sor.

## Feldolgozások
A dalt számos más előadó is feldolgozta.
- 1985-ben felkerült a dominikai Juan Luis Guerra & 440 Mudanza y Acarreo című, második albumára. Ennek a feldolgozásnak a címe Dame és diszkó-, valamint rockalapokra készült merengue stílusú dal.
- 1999-ben a BB Band dolgozta fel The Detroit Sound című albumán.[14]
- 2001-ben Chris Tucker és Adrienne Bailon énekelték fel a Rush Hour 2 című filmhez.
- 2005-ben James Chance feldolgozta egy albumán, stúdióváltozatban és koncertfelvételként is.[15]
- 2005-ben felkerült Melissa Forbes No More Mondays című albumára.[16]
- 2005-ben a Westlife élőben előadta a The Number Ones turnén.
- 2007-ben a Shivaree amerikai pop-rockegyüttes Tainted Love: Mating Calls and Fight Songs című, feldolgozásokat tartalmazó albumára is felkerült.[17]
- Rod Hanna is feldolgozta Rod Hanna Live: Discofesta 70's Superhits – Rod Hanna című, feldolgozásokból álló albumán.[18]
- 2009. június 30-án, Jackson halála után a U2 U2 360° Tour nevű világ körüli turnéját két Jackson-dal, a Don’t Stop ‘til You Get Enough és a Man in the Mirror előadásával kezdte.[19][20]
- Cookin Soul remixváltozatban dolgozta fel a dalt, Don’t Stop ‘til You Get Enough feat. Jay-Z címmel.[21][22] Ezt előadta a Cookin Souls Shade45 műsorban, és letöltésként is megjelentette.[22] Amos Barshad és Nick Catucci, a NYMag.com újságírói megjegyezték, hogy a remix „a zene és szöveg meglepően jó összehangolása, úgy kapcsolja össze MJ-t és a rapet, hogy túlhangsúlyozná a közös eredetet.”[21]
- Prince is előadta 2011-es Welcome 2 America turnéján.
- Usher is előadta a dalt és pár másik Jackson-dalt az OMG turnén.
- A 2024-es Demokrata Nemzeti Gyűlésen Indiana delegáltjai a dallal a háttérben adták le szavazataikat Kamala Harrisre.[23]

A dal szerepel a Michael Jackson: The Experience című videójátékban.

## Dallista
| 7" kislemez (Európa)(EPC 7763) - A. Don’t Stop ‘til You Get Enough (7" Edit) – 3:58 - B. I Can’t Help It – 4:29 12" kislemez (Hollandia)(EPC 12.7763) - A. Don’t Stop ‘til You Get Enough (12" Edit) – 5:53 - B. I Can’t Help It – 4:29 | Visionary DualDisc kislemez(82876725112) CD oldal 1. Don’t Stop ‘til You Get Enough – 3:59 2. Don’t Stop ‘til You Get Enough (Original 12" Edit) – 5:53 DVD oldal 1. Don’t Stop ‘til You Get Enough (videóklip) – 4:11 |

## Slágerlista

### Heti összesítések
| Slágerlista (1979-1980)               | Legjobb helyezések |
| ------------------------------------- | ------------------ |
| Ausztrália (Kent Music Report)        | 1                  |
| Belgium (Ultratop 50 Flanders)        | 2                  |
| Kanada Canada Top Singles (RPM)       | 3                  |
| Kanada Top Disco Singles (RPM)        | 1                  |
| Dánia (Tracklisten)                   | 1                  |
| Írország (Ír slágerlista)             | 10                 |
| Hollandia (Top 40)                    | 2                  |
| Hollandia (Single Top 100)            | 2                  |
| Új-Zéland (Recorded Music NZ)         | 1                  |
| Észak-Afrika (Springbok Radio)        | 1                  |
| Spanyolország (AFE)                   | 5                  |
| Svédország (Sverigetopplistan)        | 18                 |
| Egyesült Királyság (UK Singles Chart) | 3                  |
| US Billboard Hot 100                  | 1                  |
| Hot R&B/Hip-Hop Songs (Billboard)     | 1                  |
| Disco Top 100 (Billboard)             | 2                  |
| Cash Box Top 100                      | 1                  |

| Slágerlista (1980)                 | Legjobb helyezések |
| ---------------------------------- | ------------------ |
| Ausztria (Ö3 Austria Top 40)       | 11                 |
| Franciaország (SNEP)               | 12                 |
| Németország (Media Control Charts) | 13                 |
| Norvégia (VG-lista)                | 1                  |
| Svájc (Schweizer Hitparade)        | 4                  |

| Slágerlista (2006)                    | Legjobb helyezések |
| ------------------------------------- | ------------------ |
| Franciaország (Single Top 100)        | 52                 |
| Németország (Media Control Charts)    | 77                 |
| Írország (IRMA)                       | 21                 |
| Olaszország (FIMI)                    | 6                  |
| Hollandia (Single Top 100)            | 39                 |
| Spanyolország (PROMUSICAE)            | 2                  |
| Egyesült Királyság (UK Singles Chart) | 17                 |

| Slágerlista (2008)             | Legjobb helyezések |
| ------------------------------ | ------------------ |
| Franciaország (Single Top 100) | 54                 |
| Spanyolország (PROMUSICAE)     | 7                  |

| Chart (2009)                           | Peak position |
| -------------------------------------- | ------------- |
| Ausztrália (ARIA)                      | 21            |
| Ausztria (Ö3 Austria Top 40)           | 47            |
| Kanada Digital Songs (Billboard)       | 19            |
| Franciaország (Billboard) France Songs | 9             |
| Németország (Media Control Charts)     | 69            |
| Írország (IRMA)                        | 36            |
| Olaszország (FIMI)                     | 16            |
| Japán (Hot 100)                        | 77            |
| Hollandia (Single Top 100)             | 10            |
| Portugália (Top 20)                    | 18            |
| Svédország (Sverigetopplistan)         | 50            |
| Svájc (Schweizer Hitparade)            | 20            |
| Egyesült Királyság (UK Singles Chart)  | 38            |
| Hot Digital Songs (Billboard)          | 9             |

### Év végi összesítések
| Slágerlista (1979)              | Helyezések |
| ------------------------------- | ---------- |
| Ausztrália (Kent Music Report)  | 50         |
| Belgium (Ultratop 50 Flanders)  | 27         |
| Kanada Top Singles (RPM)        | 32         |
| Hollandia (Dutch Top 40)        | 31         |
| Hollandia (Single Top 100)      | 50         |
| Új-Zéland (Recorded Music NZ)   | 13         |
| Egyesült Királyság (Music Week) | 23         |
| Billboard Hot 100               | 91         |
| Cash Box Top 100                | 17         |

| Slágerlista (1980)             | Helyezések |
| ------------------------------ | ---------- |
| Ausztrália (Kent Music Report) | 12         |
| Észak-Afrika                   | 4          |

## Minősítések
| Ország                           | Minősítés | Elkelt példányszám |
| -------------------------------- | --------- | ------------------ |
| Amerikai Egyesült Államok (RIAA) | platina   | 1 000 000          |
| Egyesült Királyság (BPI)         | arany     | 812.000            |
| Ausztrália (ARIA)                | arany     | 35 000             |
| Új-Zéland (RMNZ)                 | arany     | 10.000             |

|}

## Közreműködők
| - Michael Jackson: zeneszerző, szövegíró, társproducer, ének, háttérvokálok, ütősök - Quincy Jones: producer - Jim Gilstrap, Augie Johnson, Mortonette Jenkins, Paulette McWilliams, Zedric Wiliams: háttérvokálok - Louis Johnson: basszusgitár - John Robinson: dobok - Greg Phillinganes: elektromos zongora - David Williams, Marlo Henderson: gitár - Randy Jackson, Richard Heath, Paulinho Da Costa: Percussion | - Seawind Horns: dudák - Jerry Hey: trombita, szárnykürt - Larry Williams: tenor-, altszaxofon, fuvola - Kim Hutchcroft: bariton-, tenorszaxofon, fuvola - William Reichenbach: harsona - Gary Grant: trombita - Rhythm arrangement by Greg Phillinganes and Michael Jackson - Vocal and percussion arrangements by Michael Jackson - String arrangement by Ben Wright - Concert master: Gerald Vinci - Recording Engineer: Bruce Swedien |

## Külső hivatkozások
- A dal videóklipje a Youtube.com-on
- George, Nelson (2004). Michael Jackson: The Ultimate Collection booklet. Sony BMG.
- Halstead, Craig. Michael Jackson: For the Record. Authors OnLine (2007). ISBN 978-0-7552026-7-6
- Taraborrelli, J. Randy. The Magic and the Madness. Terra Alta, WV: Headline (2004). ISBN 0-330-42005-4